# Кіясовський районний музей Кривоногова Петра Олександровича
Кія́совський райо́нний музе́й Кривоно́гова Петра́ Олекса́ндровича — музей, районний заклад культури в селі Кіясово, Удмуртія.
Загальна площа музею становить 139 м², фонди мають 812 одиниць, з яких 530 з основного фонду. Найбільш унікальні колекції містять 58 картин та 38 малюнків автора. Будівля музею зведена 1955 року в стилі класицизму.
Музей був утворений 8 серпня 1997 року Беспаловою Катериною Василівною в пам'ять уродженця села, заслуженого діяча мистецтв РРФСР, члена студії військових художників імені М. Б. Грекова Петра Кривоногова, художника-баталіста.
Музей пропонує екскурсію «Життя та творчість П. О. Кривоногова», а також туристичний маршрут «Мумы гырлы» («Поклик матері»).